# Мы не ангелы (фильм, 1989)
«Мы не ангелы» (англ. We’re no angels) — кинофильм, комедия Нила Джордана.

## Сюжет
США, 1930-е годы. Два мелких мошенника Нед и Джим, вопреки своему желанию, бегут из тюрьмы вместе с матёрым уголовником Бобби. Они направляются к границе с Канадой. В этом городке расположен монастырь, и главные герои, скрывшись от опасного коллеги, пользуются случаем, чтобы выдать себя за давно ожидаемого священника из Ватикана и его помощника. Монахи местного монастыря отправляются в крестный ход в Канаду, этим «пилигримы» и хотят воспользоваться.
Поскольку в путь нужно взять кого-то, кому необходимо исцеление, беглые преступники знакомятся с местной проституткой Молли, с немой от рождения дочкой.
Сюжет близится к развязке — плохие парни совершают добрый поступок с риском для собственной свободы и даже жизни. Невероятное стечение обстоятельств приводит к тому, что главный злодей погибает, девочка начинает говорить, Нед получает свободу, а Джим — новую жизнь в Боге.

## В ролях
- Роберт Де Ниро — Нед
- Шон Пенн — Джим
- Деми Мур — Молли
- Хойт Экстон — отец Левеск
- Бруно Кёрби — помощник шерифа
- Джеймс Руссо — Бобби
- Шон Уоллес — переводчик